# سانیل گاواسکار
سانیل گاواسکار (انگلیسی: Sunil Gavaskar؛ زادهٔ ۱۰ ژوئیهٔ ۱۹۴۹) بازیکن کریکت، و بازیگر سینما اهل هند است.
او از ابتدای دهه هفتاد میلادی تا اواخر دهه هشتاد برای تیم کریکت مومبی و تیم ملی هندوستان بازی می‌کرده‌است.